# Recopa de Europa de baloncesto 1970-71
La Recopa de Europa de Baloncesto 1970-71 fue la quinta edición de esta competición organizada por la FIBA que reunía a los campeones de las ediciones de copa de los países europeos. Tomaron parte 26 equipos, seis más que en la edición precedente, proclamándose campeón el Simmenthal Milano italiano.

## Participantes
| Italia              | 2 | Simmenthal Milano    | Fides Napoli |
| Albania             | 1 | 17 Nëntori Tirana    |              |
| Austria             | 1 | WSG Radenthein       |              |
| Bélgica             | 1 | Racing Bell Mechelen |              |
| Bulgaria            | 1 | Balkan Botevgrad     |              |
| Checoslovaquia      | 1 | Dukla Olomouc        |              |
| Finlandia           | 1 | NMKY Helsinki        |              |
| Francia             | 1 | Vichy                |              |
| Grecia              | 1 | Panathinaikos        |              |
| Hungría             | 1 | Soproni MAFC         |              |
| Islandia            | 1 | KR                   |              |
| Israel              | 1 | Hapoel Tel Aviv      |              |
| Luxemburgo          | 1 | Arantia Larochette   |              |
| Marruecos           | 1 | MEC                  |              |
| Países Bajos        | 1 | Flamingo's Haarlem   |              |
| Polonia             | 1 | Legia Warsaw         |              |
| Portugal            | 1 | Porto                |              |
| Rumania             | 1 | Steaua București     |              |
| Escocia             | 1 | Boroughmuir          |              |
| Unión Soviética     | 1 | Spartak Leningrad    |              |
| España              | 1 | Juventud Nerva       |              |
| Suecia              | 1 | Helsingborg          |              |
| Turquía             | 1 | Galatasaray          |              |
| Alemania Occidental | 1 | Osnabrück            |              |
| Yugoslavia          | 1 | Zadar                |              |

## Primera ronda
| Equipo 1           | Agr.    | Equipo 2             | Ida    | Vuelta |
| ------------------ | ------- | -------------------- | ------ | ------ |
| Flamingo's Haarlem | 158–171 | Dukla Olomouc        | 92–58  | 66–113 |
| Zadar              | 145–122 | 17 Nëntori Tirana    | 73–60  | 72–62  |
| Galatasaray        | 130–133 | Steaua București     | 66–61  | 64–72  |
| NMKY Helsinki      | 152–165 | Balkan Botevgrad     | 83–80  | 69–85  |
| Porto              | 112–149 | Vichy                | 56–60  | 56–89  |
| Juventud Nerva     | 198–141 | Boroughmuir          | 106–64 | 92–77  |
| WSG Radenthein     | 154–159 | Soproni MAFC         | 80–80  | 74–79  |
| KR                 | 125–210 | Legia Warsaw         | 67–99  | 58–111 |
| MEC                | 100–230 | Simmenthal Milano    | 61–105 | 39–125 |
| Arantia Larochette | 133–214 | Racing Bell Mechelen | 85–106 | 48–108 |
| Panathinaikos      | 178–125 | Osnabrück            | 89–52  | 89–73  |

## Segunda ronda
| Equipo 1          | Agr.    | Equipo 2             | Ida   | Vuelta |
| ----------------- | ------- | -------------------- | ----- | ------ |
| Dukla Olomouc     | 146–151 | Zadar                | 85–85 | 61–66  |
| Spartak Leningrad | 180–131 | Steaua București     | 93–54 | 87–77  |
| Balkan Botevgrad  | 142–118 | Vichy                | 82–50 | 60–68  |
| Juventud Nerva    | 176–128 | Soproni MAFC         | 95–57 | 81–71  |
| Legia Warsaw      | 163–158 | Helsingborg          | 98–70 | 65–88  |
| Simmenthal Milano | 171–145 | Racing Bell Mechelen | 96–74 | 75–71  |
| Hapoel Tel Aviv   | 146–140 | Panathinaikos        | 93–83 | 53–57  |

Clasificado automáticamente para cuartos de final
- Fides Napoli (defensor del título)

## Cuartos de final
| Equipo 1          | Agr.    | Equipo 2          | Ida    | Vuelta |
| ----------------- | ------- | ----------------- | ------ | ------ |
| Zadar             | 137–161 | Spartak Leningrad | 59–63  | 78–98  |
| Balkan Botevgrad  | 147–154 | Juventud Nerva    | 88–62  | 59–92  |
| Legia Warsaw      | 148–180 | Fides Napoli      | 75–84  | 73–96  |
| Simmenthal Milano | 212–154 | Hapoel Tel Aviv   | 107–74 | 105–80 |

## Semifinales
| Equipo 1          | Agr.    | Equipo 2          | Ida   | Vuelta |
| ----------------- | ------- | ----------------- | ----- | ------ |
| Spartak Leningrad | 131–114 | Juventud Nerva    | 82–52 | 49–62  |
| Fides Napoli      | 155–167 | Simmenthal Milano | 78–86 | 77–81  |

## Final
| Equipo 1          | Agr.    | Equipo 2          | Ida   | Vuelta |
| ----------------- | ------- | ----------------- | ----- | ------ |
| Spartak Leningrad | 118–127 | Simmenthal Milano | 66–56 | 52–71  |

### Partido de ida
| 30 de marzo de 1971 | Spartak Leningrado              | 66–56       | Simmenthal Milano               | |  |
|                     | Parciales: 32-32, 34-24         |             |                                 | |  |
|                     | Estadísticas Aleksandr Belov 16 | Reporte Pts | Estadísticas Massimo Masini, 19 | Pabellón: Armija Devorets, Leningrado Asistencia: 4.000 espectadores Árbitros: Kostas Dimou (GRE), Pavol Bezek (CZE) |  |

### Partido de vuelta
| 26 de abril de 1971 | Simmenthal Milano               | 71–52       | Spartak Leningrado              | |  |
|                     | Parciales: 37-31, 34-21         |             |                                 | |  |
|                     | Estadísticas Massimo Masini, 18 | Reporte Pts | Estadísticas Aleksandr Belov 14 | Pabellón: PalaLido, Milán Asistencia: 5.000 espectadores Árbitros: Keith Mitchell (ING), Zoltowski (POL) |  |

| Campeón de la Recopa de Europa 1970–71 |
| -------------------------------------- |
| Simmenthal Milano 1.er título          |